# Spilosoma taliensis
Eospilarctia taliensis là một loài bướm đêm thuộc phân họ Arctiinae, họ Erebidae.